# Iron Aces
Iron Aces (Japans: インペリアルの鷹 FIGHTER OF ZERO; Imperial no Taka: Fighter of Zero) is een videospel dat werd ontwikkeld door Marionette en uitgegeven door Xicat Interactive. Het spel kwam in 2000 voor het platform Sega Dreamcast. Het spel is een vliegsimulator dat zich afspeelt in de Tweede Wereldoorlog. Het perspectief wordt getoond in de eerste persoon. Het spel volgt de historie nauwgezet. De speler speelt een Amerikaanse piloot en moet vechten tegen de asmogendheden. De meerderheid van de missies spelen zich af in de lucht met andere luchtdoelen.

## Ontvangst
| Beoordeeld door  | Jaar | Score |
| ---------------- | ---- | ----- |
| Gamekult         | 2001 | 80%   |
| IGN              | 2001 | 75%   |
| Game Vortex      | 2002 | 75%   |
| HappyPuppy       | 2001 | 70%   |
| SegaFan.com      | 2008 | 63%   |
| GameSpot         | 2001 | 60%   |
| Planet Dreamcast | 2001 | 50%   |
| Gaming Age       | 2001 | 50%   |